# Helene Donner

Helene Donner

Helene Donner, geborene Schröder (* 27. Dezember 1819 in Hamburg; † 30. November 1909 in Altona-Neumühlen) war eine deutsche Stifterin und Wohltäterin.

## Leben
Sie war die älteste Tochter von Johann Heinrich Schröder (1784–1883), Kaufmann und Bankier in Hamburg und London, der 1868 in den preußischen Freiherrnstand erhoben worden war, und Henriette von Schwartz (1798–1889).
Helene heiratete am 13. September 1838 in Hamburg den Kaufmann und Bankier Bernhard Donner (* 30. November 1808 in Altona; † 27. November 1865 in Neumühlen), Inhaber der „Conrad Hinrich Donner Bank“ (von diesem nach Hamburg verlegt), Erbe der Besitzungen seines Vaters und Erbauer des Donner-Schlosses. Er war der Sohn des Unternehmers und Bankhausgründers Conrad Hinrich Donner (1774–1854) und von Elisabeth Willink (1784–1826).
Nach 27 Jahren Ehe wurde die inzwischen siebenfache Mutter 1865 mit 46 Jahren Witwe. Sie war eine der Anregerinnen des Vaterländischen Frauenvereins I und wurde bei der Gründungsversammlung im Donner-Schloss im Dezember 1869 dessen erste Vorsitzende. Im Jahr 1882 ließ sie in der Allee in Altona ein Heim und eine Ausbildungsstätte für Krankenschwestern bauen. Dieses nach ihr benannte Helenenstift besteht noch heute. Die dazugehörige Helenenkapelle (später Christophoruskirche, heute Kirche der Stille) wurde 1894 geweiht. Die vom Hamburger Orgelbauer Christian Heinrich Wolfsteller (1830–1897) gefertigte und von Helene Donner gestiftete Orgel wurde gleichzeitig in Betrieb genommen. Die Kirche liegt an der nach Helene Donner benannten Helenenstraße.
Am 18. Juni 1898 verlieh ihr Kaiser Wilhelm II. den Wilhelm-Orden. Altona gehörte damals zu Preußen.